# Backlash (2008)
Cet article concerne l'édition 2008 du pay-per-view Backlash. Pour l'édition suivante, voir Backlash (2009).
Pour les articles homonymes, voir Backlash.
L’édition 2008 de Backlash est une manifestation de catch (lutte professionnelle) télédiffusée. L'événement, produit par la World Wrestling Entertainment (WWE), a eu lieu le 27 avril 2008 dans la salle omnisports 1st Mariner Arena à Baltimore, dans le Maryland. Il s'agit de la dixième édition de Backlash, pay-per-view annuel. The Undertaker est la vedette de l'affiche officielle.
Huit matchs, dont quatre mettant en jeu les titres de la fédération, ont été programmés. Chacun d'entre eux est déterminé par des storylines rédigées par les scénaristes de la WWE ; soit par des rivalités survenues avant le pay-per-view, soit par des matchs de qualification en cas de rencontre pour un championnat. L'événement a mis en vedette les catcheurs des divisions Raw, SmackDown et ECW, créées en 2002 lors de la séparation du personnel de la WWE en deux promotions distinctes.
Le main event de la soirée est un Fatal Four Way match, pour le championnat de la WWE. Randy Orton, le champion en titre, affronte John Cena, JBL et Triple H. La rencontre pour le championnat du monde poids lourds de la WWE oppose The Undertaker à Edge dans un match simple. Undertaker remporte le match par soumission et ce, afin de conserver son titre. Un peu plus tôt dans la soirée, les deux anciens acolytes de Ric Flair, Batista et Shawn Michaels (qui a mis fin à la carrière de Flair lors de WrestleMania XXIV) s'affrontent dans un match simple sans enjeu, avec Chris Jericho en arbitre spécial. La rencontre se termine par une victoire de HBK. Enfin, Kane affronte Chavo Guerrero pour le championnat de l'ECW, titre remporté par Kane lors du dernier WrestleMania, en seulement 8 secondes. Kane conserve sa ceinture.
11 000 personnes ont réservé leur place pour assister au spectacle. Le DVD du spectacle est sorti durant le mois de mai 2008. Backlash a reçu un bilan assez positif dans l'ensemble.

## Contexte
Les spectacles de la World Wrestling Entertainment en paiement à la séance sont constitués de matchs aux résultats prédéterminés par les scénaristes de la WWE. Ces rencontres sont justifiées par des storylines — une rivalité avec un catcheur, la plupart du temps — ou par des qualifications survenues dans les émissions de la WWE telles que Raw, SmackDown et ECW. Tous les catcheurs possèdent un gimmick, c'est-à-dire qu'ils incarnent un personnage gentil ou méchant, qui évolue au fil des rencontres. Un pay-per-view comme Backlash est donc un événement tournant pour les différentes storylines en cours.

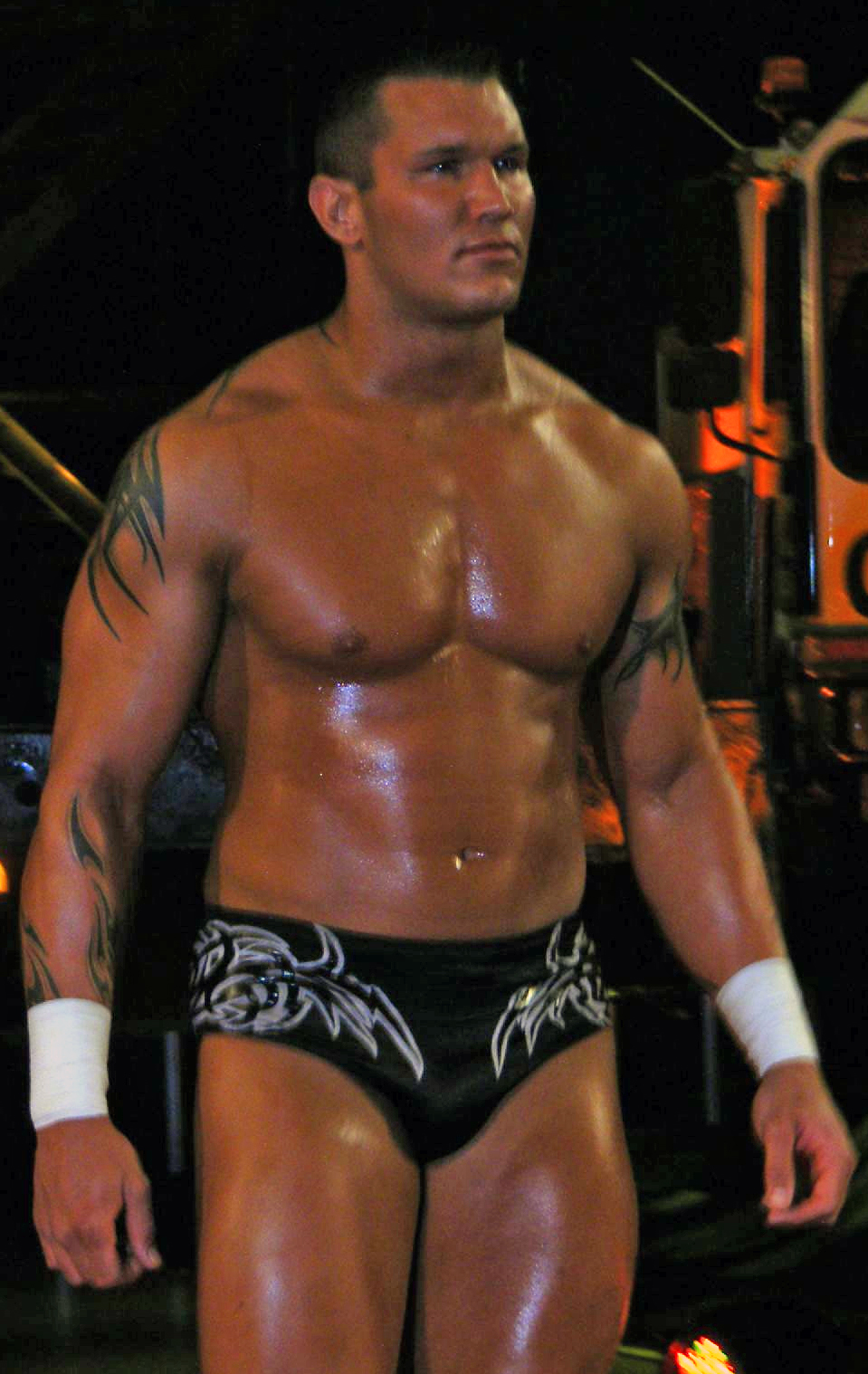
Orton a défendu son titre contre trois autres Superstars.

### JBL contre Randy Orton contre John Cena contre Triple H
La rivalité prédominante (feud) de la division RAW était celle pour le championnat de la WWE, le champion Randy Orton, défendant son titre contre Triple H, John Cena et John "Bradshaw" Layfield (JBL). La rivalité a commencé à WrestleMania XXIV, où Randy Orton a défendu son titre contre Triple H et John Cena dans un Triple Threat match. Orton a gagné le match et a conservé son titre après avoir fait le tombé sur Cena,. La nuit suivante à RAW, Randy Orton se vanta d'avoir vaincu à la fois Triple H et John Cena à WrestleMania, déclarant son règne de champion comme étant le "Age of Orton". Mais John "Bradshaw" Layfield arriva et dit à Orton qu'il méritait un match pour le titre pour prouver qu'il est la plus forte Superstar de RAW à la suite de son Belfast Brawl match contre Finlay, également à WrestleMania. Triple H a plaidé sa cause à William Regal pour avoir un match revanche contre le champion pour le prochain PPV. William Regal a placé Triple H dans un Handicap match contre Orton et JBL, et quand Triple H a gagné, Regal a annoncé que le match sera un Triple Threat match. John Cena a également plaidé sa cause à Regal, qui lui a donné le même ultimatum que Triple H. Après une intervention d'Orton qui a échoué, Cena remporte le match, donc le match pour le championnat à Backlash est maintenant un Fatal Four Way qui met en avant trois anciens champions de la WWE contre Orton. Lors du RAW suivant, après sa victoire contre William Regal, Orton s'est senti obligé d'intervenir dans le combat entre Triple H et JBL. Dans une tentative de blesser et donc d'éliminer Triple H du match à Backlash, Orton a fait un RKO à Hunter. JBL a ensuite fait une Clothesline from Hell à Orton.

### The Undertaker contre Edge
La rivalité prédominante (feud) de la division SmackDown était celle entre The Undertaker et Edge, pour le championnat du monde poids-lourd. En février, à No Way Out, Undertaker a gagné l'Elimination Chamber Match afin de devenir l'aspirant n°1 du World Heavyweight Championship à WrestleMania XXIV. À WrestleMania, Undertaker a battu Edge pour remporter le World Heavyweight Championship et ainsi prolonger sa série d'invincibilité à 16-0. Le 4 avril à SmackDown, la manager générale, Vickie Guerrero a réservé une revanche entre Undertaker et Edge pour le World Heavyweight Championship à Backlash.

### Kane contre Chavo Guerrero
La rivalité prédominante (feud) de la division ECW était celle entre Kane et Chavo Guerrero pour le championnat de l'ECW. Avant WrestleMania XXIV, Kane a remporté une Bataille royale pour gagner un match contre Chavo Guerrero pour le ECW Championship plus tard ce soir-là. Kane a vaincu Guerrero et remporte le championnat. Le 4 avril à SmackDown, la manager générale Vickie Guerrero a annoncé que Kane va défendre le championnat de la ECW contre Chavo Guerrero à Backlash. La rivalité s'intensifie le 8 avril, où lors d'une signature de contrat pour Backlash, Guerrero, avec l'aide de Bam Neely, Curt Hawkins et Zack Ryder, a fait un Frog splash sur Kane à travers une table. Deux semaines plus tard, le 22 avril 2008, la rivalité s'intensifie au cours d'un épisode du Cutting Edge, dans lequel Edge, Hawkins, Ryder et Neely se liguent contre Kane. Guerrero a attaqué Kane avec une chaise.

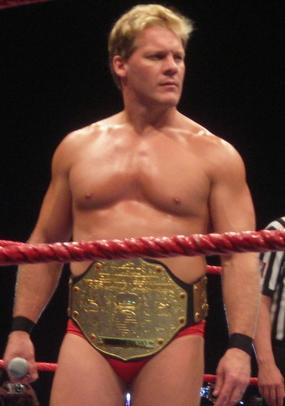
Chris Jericho est l'arbitre spécial dans le match Michaels/Batista.

### Batista contre Shawn Michaels
Une autre rivalité de Backlash était celle entre Shawn Michaels et Batista. Bouleversé par la retraite de Ric Flair aux mains de Michaels à WrestleMania XXIV, Batista a interrompu la promo de Michaels, le 4 avril à SmackDown et l'a appelé comme étant une personne « égoïste » pour ce qu'il a fait à WrestleMania. Batista a blâmé Michaels. Michaels a défendu ses actions en disant que Flair avait dit à HBK qu'il serait l'adversaire idéal pour WrestleMania, et que ça serait un honneur de prendre sa retraite des mains de celui-ci, ce qu'il a fait. Le conflit a continué lors du Higlight Reel de Chris Jericho, le 7 avril à RAW. À la suite d'une autre confrontation verbale tendue, Batista a quitté le ring en disant qu'il avait quelque chose pour Michaels. Quelques instants plus tard, William Regal a dit qu'il avait confirmé un match, avec Vickie Guerrero, entre Michaels et Batista à Backlash. En outre, la semaine suivante Jericho a eu une confrontation avec Shawn Michaels. HBK a fait son Sweet Chin Music sur Jericho. Frustré, Jericho est allé voir Regal pour s'ajouter, éventuellement, dans le match. Regal a en effet ajouter Jericho dans le match, mais pas en concurrent. Au lieu de cela, Jericho a été désigné comme étant l'arbitre spécial du match.

## Déroulement du spectacle
Généralement, avant qu'un spectacle de catch ne démarre, la fédération organisatrice met en place un ou plusieurs matchs non télévisés destinés à chauffer le public. John Morrison et The Miz ont battu Jimmy Wang Yang et Shannon Moore.

### Match préliminaires
Le premier match du pay-per-view est un Match simple pour le championnat des Etats-Unis où le champion, Montel Vontavious Porter (MVP) a défendu son titre contre Matt Hardy. Matt parvient à donner les premiers coups sur son adversaire, mais MVP s'échappe. Matt ramène MVP sur le ring avant de lui porter une Clothesline. Il lui donne ensuite un coup d'avant bras. MVP fait une Back Suplex à son adversaire, pour le compte de 2. Il met Matt sur la troisième corde, mais ce dernier le dégage pour lui porter un Moonsault, prise que MVP contre pour reprendre l'avantage. Porter porte une prise de soumission et utilise les cordes jusqu'à ce que l'arbitre lui dise de se dégager. Matt se dégage de la soumission de son adversaire avant d'être victime d'une Belly-to-belly suplex. Porte porte une sorte de Gorilla Press mais Hardy le contre avec une Clothesline. Il contre ensuite un Playmaker pour porter son Side Effect pour le compte de 2. MVP tente de donner un coup de pied à Hardy, mais ce dernier l'esquive et MVP coince sa jambe dans le coin du ring. Lorsqu'il réussit à se dégager, Hardy lui porte son Twist of Fate et remporte ainsi le match et le titre US,.

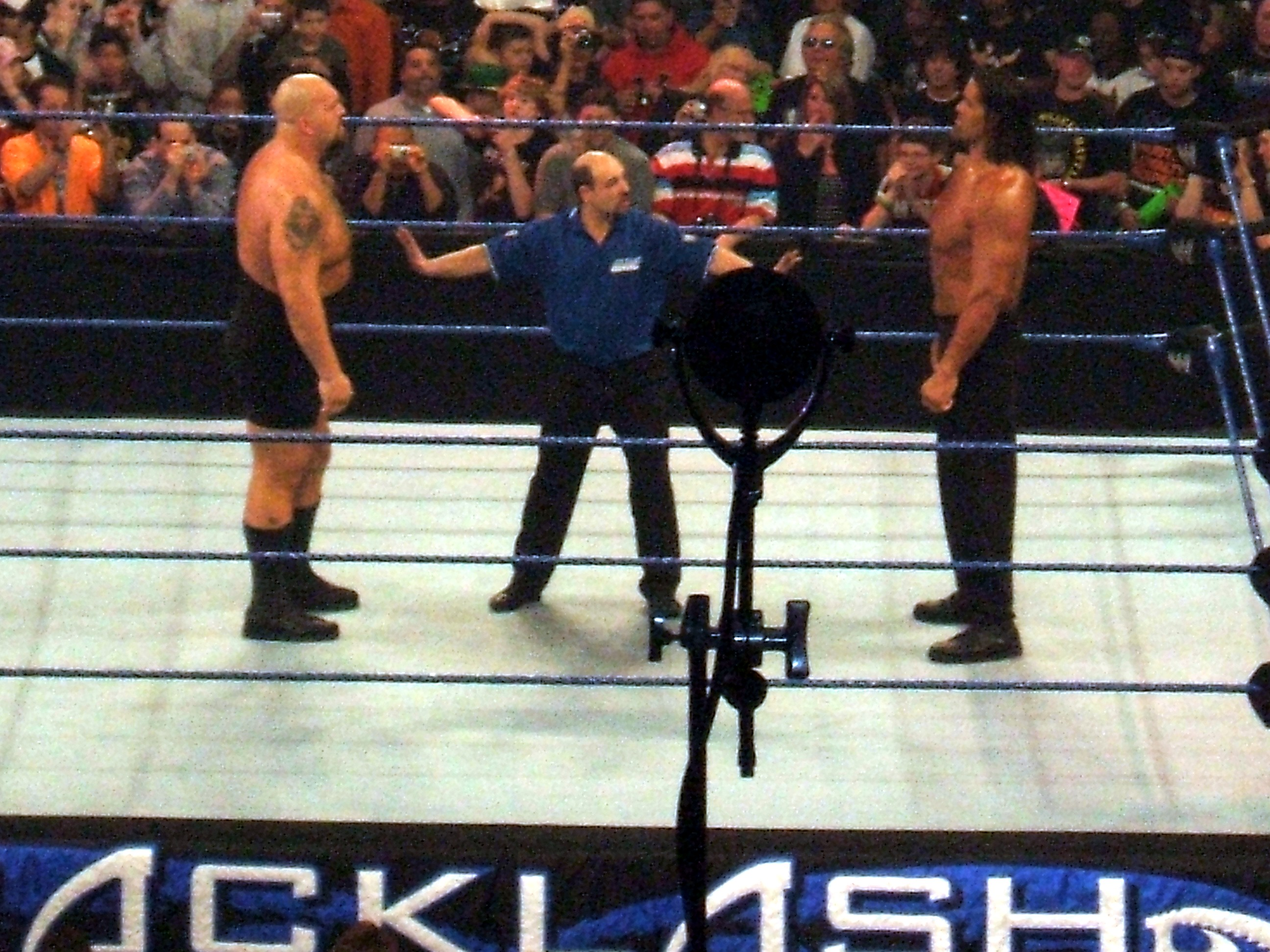
Confrontation entre Show et Khali.

Le deuxième combat était un match simple pour le championnat de l'ECW, dans lequel le champion, Kane a défendu son titre contre Chavo Guerrero, qui était accompagné par Bam Neely. Guerrero a passé une grande partie de la rencontre a attaquer la jambe de Kane, et vers la fin du match, il a effectué un Frog splash sur Kane. Avant qu'il ne puisse faire un tombé à Kane, ce dernier a saisi Guerrero à la gorge, et le souleva pour lui faire un Chokeslam. Kane a battu Guerrero, conservant ainsi son championnat,.
Le match suivant était celui entre The Big Show et The Great Khali dans un match simple. Les deux hommes ont lutté jusqu'à ce que le Big Show effectue un Chokeslam sur Khali, après quoi Khali a tenté d'effectuer un Punjabi Plunge sur Big Show. Le Big Show a répliqué, et a fait un second Chokeslam sur Khali. Il lui a alors fait un tombé à succès, remportant le match,.
Le quatrième match était un match simple entre Batista et Shawn Michaels avec Chris Jericho comme arbitre spécial. Les deux hommes se sont cherchés durant le début de la rencontre, jusqu'à ce que Shawn Michaels fait une Crossface. Les deux catcheurs sont aussi brièvement sorti en dehors du ring. À la fin du match, Batista a fait son Batista Bomb sur HBK. Michaels a, cependant, échappé au Batista Bomb et quand il est tombé, ce dernier fut victime d'une blessure au genou. Jericho est intervenu pour vérifier si Michaels allait bien et a arrêté Batista qui allait attaquer Michaels. Michaels est finalement revenu sur ses pieds, et lui a fait son Sweet Chin Music. Michaels a alors fait le tombé, remportant le match. Michaels est ensuite parti en boitant fortement,.
Le prochain match était le match par équipe de 12 des Divas avec l'équipe de Beth Phoenix, Melina, Natayla, Victoria, Layla et Jillian Hall contre l'équipe de Mickie James, Ashley, Maria, Michelle McCool, Kelly Kelly, et Cherry. Le match a commencé avec McCool contre Phoenix, et au cours du match, toutes les femmes sont montées sur le ring. Beth Phoenix a effectué son Glam Slam sur Ashley, donnant à son équipe, la victoire.

### Match principaux

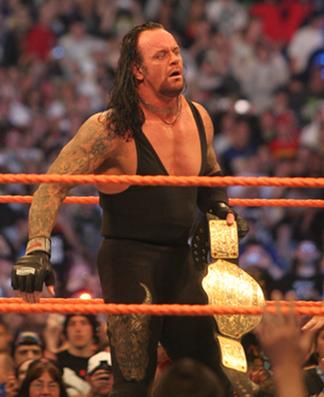
Undertaker en tant que champion du monde poids-lourd.

Le sixième et avant-dernier match était un match simple pour le championnat du monde poids-lourd, où le champion, The Undertaker, a défendu son titre contre Edge. Le match commence avec Undertaker qui contrôle en grande partie le match. Edge a finalement pris l'avantage quand il a envoyé le Taker dans le coin, tête la première. Curt Hawkins a alors frappé l'Undertaker avec la ceinture poids-lourd, suivi d'un tombé de Edge. Edge a ensuite tenté de faire un Spear, mais Undertaker a répliqué en saisissant la tête de Edge et en lui faisant un Running DDT. Zack Ryder a ensuite tenté d'interférer, mais Undertaker a jeté Edge sur Ryder puis a tenté de faire à Edge son Tombstone Piledriver. Edge a contré la prise pour lui faire un Sunset Flip Powerbomb. Alors que Edge allait faire le tombé sur Undertaker, celui-ci effectue un Hell's Gate, Edge a alors abandonné, le Taker remporte le match. The Undertaker a continué d'appliquer sa prise après la fin du match, blessant (dans le cadre de l'histoire) Edge. Edge a été retiré du ring sur une civière par des médecins,.

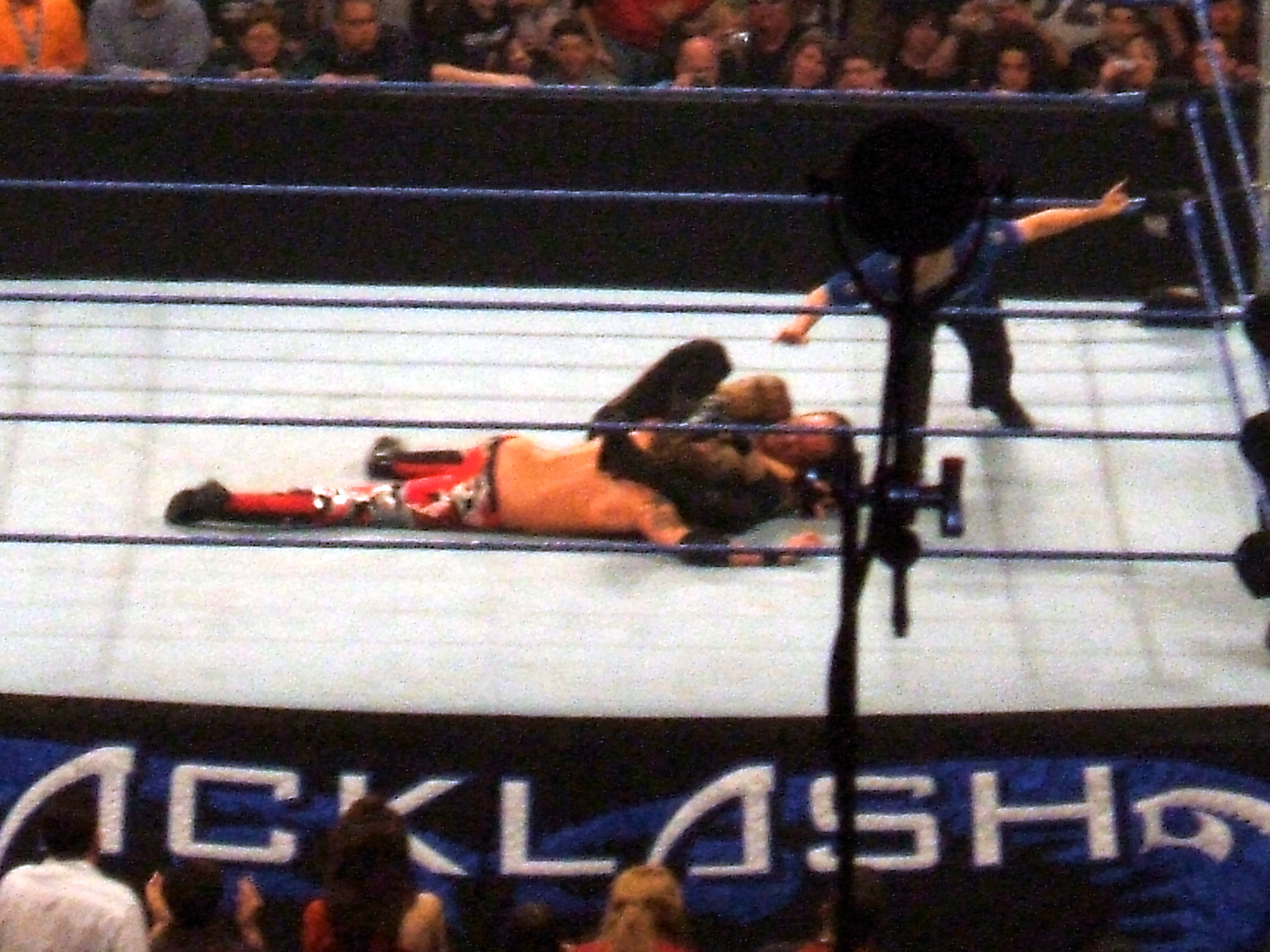
The Undertaker exécutant le Hell's Gate sur Edge.

Le Main-Event était un Fatal four-way Elimination match, où le champion, Randy Orton, a défendu son titre contre Triple H, John Cena et John "Bradshaw" Layfield (JBL). Le match a commencé avec Orton essayant d'attaquer JBL, mais JBL a répliqué et jeta Orton en dehors du ring. JBL a ensuite attaqué Cena, avant d'être attaqué par Triple H. Cena a ensuite tenté de balancer Triple H dans le coin, mais Triple H a contré et a envoyé Cena en dehors du ring. Triple H et JBL se sont battus dans le ring, alors que Cena et Orton se sont battus à l'extérieur. Cena a ensuite été envoyé dans la table des commentateurs de RAW et Orton et JBL se sont associés pour attaquer Triple H dans le ring. Triple H a finalement frappé les deux avec ses avant-bras, et JBL est allé à l'extérieur du ring alors que Triple H et Orton se sont battus à l'intérieur. Triple H est allé plus tard à l'extérieur du ring et a combattu avec JBL, tandis que Cena est revenu sur le ring et a combattu avec Orton. Après les hommes se sont affrontés pendant plusieurs minutes, Cena a fait son STFU. JBL a abandonné, l'éliminant du match. Immédiatement après la soumission de JBL, Orton a fait un Punt Kick, éliminant Cena. Triple H et Orton ont alors commencé à se battre à l'extérieur du ring, Orton prend le contrôle et envoie Triple H dans le ring, où il a dominé Triple H avec une série de manœuvres pendant plusieurs minutes avant que Triple H frappe Orton avec son genou. Les hommes se sont battus à l'extérieur du ring à nouveau, et quand ils sont revenus, ils ont combattu pendant plusieurs minutes jusqu'à ce que Orton effectue un RKO. Orton a alors tenté de faire le tombé sur HHH. Orton a alors tenté de lui faire un Punt Kick, mais Triple H a esquivé le coup et les deux hommes ont fait leurs signatures jusqu'à ce que Triple H a effectué un Pedigree sur Orton suivi d'un tombé. Triple H est le gagnant et remporte ainsi son douzième championnat du monde,.

## Tableau des résultats
| #                                                                | Match | Stipulation                                                        | Durée |
| ---------------------------------------------------------------- | --- | ------------------------------------------------------------------ | ----- |
| 1                                                                | Matt Hardy bat MVP (c) | Match Simple pour le WWE United States Championship                | 11:24 |
| 2                                                                | Kane (c) bat Chavo Guerrero (avec Bam Neely)                                                                                             | Match Simple pour l'ECW Championship                               | 8:49  |
| 3                                                                | Big Show bat The Great Khali | Match Simple                                                       | 8:05  |
| 4                                                                | Shawn Michaels bat Batista | Special Guest Referee Match avec Chris Jericho en arbitre spécial. | 14:59 |
| 5                                                                | Beth Phoenix, Melina, Layla, Jillian Hall, Victoria & Natalya battent Mickie James, Maria, Ashley, Michelle McCool, Cherry & Kelly Kelly | 12-Divas Tag Team Match                                            | 6:31  |
| 6                                                                | The Undertaker (c) bat Edge (avec Curt Hawkins, Vickie Guerrero et Zack Ryder)                                                           | Match Simple pour le World Heavyweight Championship                | 18:23 |
| 7                                                                | Triple H bat Randy Orton (c), JBL et John Cena                                                                                           | Fatal-Four Way Elimination Match pour le WWE Championship          | 28:11 |
| (c) désigne le(s) champion(s) défendant son titre dans le match. | |                                                                    |       |

Détails du Fatal-Four Way Elimination Match :
| Élimination # | Catcheur    | Éliminé par | Manière   | Temps |
| ------------- | ----------- | ----------- | --------- | ----- |
| 1             | JBL         | John Cena   | STFU      | 10:29 |
| 2             | John Cena   | Randy Orton | Punt Kick | 10:41 |
| 3             | Randy Orton | Triple H    | Pedigree  | 28:11 |
| Vainqueur     | Triple H    |             |           | 28:11 |

## Conséquences

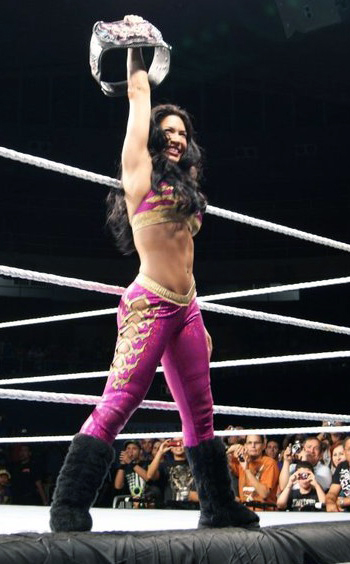
A Judgment Day, Melina affrontera Beth Phoenix et Mickie James.

La rivalité entre Triple H et Randy Orton a continué. Le 28 avril à RAW, Orton a contesté un match contre Triple H pour le championnat de la WWE,. William Regal a réservé un match entre les deux dans un Steel Cage Match pour le titre à Judgment Day,.
Le 2 mai à SmackDown, Vickie Guerrero a annulé un match pour le titre mondial prévu entre Undertaker et The Great Khali et a retiré le World Heavyweight Championship à Undertaker. La semaine suivante à SmackDown, Guerrero a organisé un « Championship Chase » où le gagnant ferait face à Undertaker pour le Championnat du monde poids-lours, qui est vacant, à Judgment Day. Batista a remporté le match, mais sa victoire a été écourtée après que Guerrero a annoncé qu'Edge avait été médicalement autorisé à catcher et serait donc en mesure de rivaliser. Ainsi, le match a continué, et Edge a vaincu Batista, gagnant le match de championnat pour Judgment Day.
La nuit suivante à RAW, l'équipe de Mickie James a battu l'équipe de Beth Phoenix dans un match revanche du match de Backlash. La semaine suivante, James a conservé le titre féminin contre Phoenix dans un Lumberjill match, après que Melina ait tentée de frapper James avec sa botte, mais a accidentellement frappé Phoenix. L'alliance entre Phoenix et Melina a pris fin une semaine plus tard, et les deux Divas ont fait face à James à Judgment Day pour le titre.

## Réception
11 277 spectateurs ont assisté au PPV. CANOE - SLAM! Sports a noté l'événement a 6 sur 10. Le Fatal Four-Way a reçu 6 étoiles, alors que le Edge/Undertaker, pour le World Heavyweight Championship, a reçu 8 sur 10, et le match Michaels/Batista a reçu un 8,5 sur 10. Le DVD du spectacle est sorti le 27 mai 2008 par Sony Music Entertainment.

## Annexe